# Čičmany
Čičmany (Hongaars: Csicsmány) is een Slowaakse gemeente in de regio Žilina, en maakt deel uit van het district Žilina.
Čičmany telt 183 inwoners.